# Полет 24 на „Еър Ню Зеланд“
Полет 24 на „Еър Ню Зеланд“ е международен пътнически полет от летище „Токио Нарита“, Токио, Япония, до международно летище „Окланд“, Оукланд, Нова Зеландия, с планирано междинно кацане за зареждане с гориво в Нади, Фиджи, управляван от „Еър Ню Зеланд“. На 19 май 1987 г., докато самолетът „Боинг 747-200“, който изпълнява полета, се зарежда с гориво на пистата в Нади, мъж на име Ахмед Али се качва на борда, въоръжен с динамит, влиза в пилотската кабина и заплашва да взриви самолета, освен ако сваленият министър-председател на Фиджи д-р Тимочи Бавадра и неговите 27 министри, които са под домашен арест, не бъдат освободени.
Похитителят освобождава всички 105 пътници и 21 от 24-те членове на екипажа и остава в кабината с капитана, бордния инженер и първия офицер. В продължение на няколко часа Ахмед Али разговаря с роднини и служители от „Еър Ню Зеланд“ в Окланд и докато се разсейва с радиото, бордният инженер го удря с бутилка уиски. Така членовете на екипажа успяват да неутрализират нападателя и го предават на местната полиция.
Ахмед Али по-късно става член на Камарата на представителите на Фиджи. През 2014 г. потвърждава пред пресата, че има разрешение за постоянно пребиваване в Нова Зеландия от 2009 г. насам. Имиграционната служба на Нова Зеландия отказва да коментира обстоятелствата относно неговия статут.